# 思经镇
思经镇，原为思经乡，是中华人民共和国四川省雅安市天全县下辖的一个乡镇级行政单位。2019年12月，撤销思经乡和鱼泉乡，设立思经镇，以原思经乡和原鱼泉乡所属行政区域为思经镇的行政区域。

## 行政区划
思经镇下辖以下地区：
思经村、民主村、新政村、马渡村、百家村、进步村、团结村、大河村、互助村、劳动村、黍子村、太阳村、山坪村和小沟村。